# Manuel de Nóbrega
Manuel de Nóbrega (Niterói, 18 de fevereiro de 1913 – São Paulo, 17 de março de 1976) foi um radialista, empresário, jornalista, ator, escritor, humorista, compositor e político brasileiro.

## Biografia
Estudava Economia quando resolveu começar sua carreira artística no rádio, em 1935, ainda no Rio de Janeiro, pela Rádio Ipanema. O primeiro programa de rádio de Manuel de Nóbrega foi A Hora do Café, exibido no horário da manhã, onde Manuel de Nóbrega o narrava e dirigia. Quando viajou para São Paulo, em 1944, trabalhou em emissoras como Cultura, Nacional, Tupi e Piratininga.
Manuel estreou na TV nos anos 1950, tendo passado pela TV Paulista (atual TV Globo São Paulo), TV Record e pela TV Tupi. Foi também jornalista e deputado estadual por São Paulo.
Sua importância para o humor de rádio e de TV foi muito grande e criou programas como Cadeira de Barbeiro, Programa Manuel de Nóbrega e A Praça da Alegria. No cinema, atuou como Dom João VI no filme Independência ou Morte de 1972.
Seu mais famoso trabalho foi o humorístico A Praça da Alegria, que criou, dirigiu e comandou a partir de 1957, primeiro na TV Paulista e depois na TV Record. Quando fazia esse programa conheceu o apresentador Silvio Santos, para quem acabaria presenteando com a sua empresa, conhecida pelo nome fantasia de Baú da Felicidade. Silvio Santos fez uma fortuna a partir daí, mas sempre manteve sua amizade com Nóbrega, a quem convidou para ser diretor superintendente da sua primeira concessão de TV, a TVS Rio de Janeiro.
Em 22 de dezembro de 1975, Silvio Santos e Manuel de Nóbrega (já muito magro e enfraquecido por um câncer) foram a Brasília assinar o documento que daria ao animador e empresário a concessão da estação, o canal 11. Muito emocionado, Silvio discursou sobre a nova televisão que surgiria a partir dali. Lembrou de sua vinda a São Paulo em 1955. Citou Nóbrega várias vezes. Em seguida, o próprio Nóbrega tomou a palavra. Dirigiu-a aos artistas que entrariam na emissora. Exatos 84 dias depois disto, Nóbrega morreu. Meses depois, Carlos Alberto, filho dele, rompeu a amizade com Silvio Santos, indo trabalhar na TV Globo, com Os Trapalhões. Até que em 1987, após muito tempo, houve a reaproximação. E Carlos foi contratado para assumir o banco da praça de seu pai, agora no SBT, onde está no ar até hoje.
Pelo banquinho d'A Praça da Alegria passaram mais de duzentos personagens e os maiores humoristas brasileiros, interpretando textos e personagens cuja maioria fora criada pelo próprio Manuel, que se inspirava em tipos reais que pululavam nas praças centrais de São Paulo dos anos 1950/60, tais como os migrantes (caipiras e nordestinos), mulheres esnobes e infiéis, mendigos e loucos de todo tipo, idosos e crianças mal-educadas, etc.
Dentre os artistas que fizeram história ao passar pelo banco da praça estão Ronald Golias (era o menino levado Pacífico), Moacyr Franco (um mendigo, que faria sucesso com o Samba de Carnaval Me dá um dinheiro aí), Canarinho, Simplício (o Homem de Itu, a cidade pequena do interior de São Paulo, "onde tudo era grande"), Consuelo Leandro (Cremilda, a mulher do Oscar), Costinha, Zilda Cardoso (a jornaleira Catifunda, que fumava um charuto fedorento), Walter d'Ávila (o semianalfabeto que estava sempre tentando ler um livro), José Vasconcellos, Murilo Amorim Correa, Maria Teresa, Rony Rios (A Velha Surda), Rogério Cardoso, Chocolate, Lilico (o bêbado mal-arrumado e indignado, que tentava chamar a atenção das pessoas tocando um tambor) e Clayton Silva (o louco que sempre fazia aposta para adivinhar uma charada).

## Carreira na política
Foi Deputado Estadual por São Paulo durante o período de 1947 a 1951. Ele foi eleito como Constituinte em 1947, conquistando a primeira colocação entre todos os candidatos à Assembleia Legislativa, com 37.778 votos, tornando-se o deputado mais votado no Brasil naquele pleito. Durante seu mandato, participou ativamente das discussões para a elaboração da nova Constituição de São Paulo, sendo membro efetivo da Comissão de Redação em 1947 e 1948, e suplente em outras comissões. No final de seu mandato, em 1951, retornou ao seu trabalho no rádio, encerrando sua carreira política. Durante sua atuação na Assembleia Legislativa de São Paulo, ele demonstrou seu talento como político e orador, deixando um legado de trabalho e dedicação ao Estado de São Paulo.

## Morte
Nóbrega morreu em 17 de março de 1976 em São Paulo, aos 63 anos de idade, vítima de parada cardiorrespiratória. Seu corpo foi cremado e as cinzas foram divididas e jogadas em São Paulo e no Rio de Janeiro. 
Com sua morte, quem assumiu o comando do programa foi seu filho, Carlos Alberto de Nóbrega, que até hoje o apresenta no SBT, agora com o título de A Praça é Nossa. Recebeu várias homenagens póstumas, entre elas, uma escola estadual que leva o seu nome no bairro de São Miguel Paulista, na Zona Leste de São Paulo.

## Filmografia

### Televisão
| Ano     | Título                      | Papel         |
| ------- | --------------------------- | ------------- |
| 1972    | O Tempo Não Apaga           |               |
| 1972    | O Príncipe e o Mendigo      | King Harry    |
| 1970    | As Pupilas do Senhor Reitor | Bispo         |
| 1968    | Romeu e Julieta             | Frei Lourenço |
| 1956/70 | Praça da Alegria            | Ele Mesmo     |

### Cinema
| Ano  | Título                 | Papel       |
| ---- | ---------------------- | ----------- |
| 1972 | A Marcha               |             |
| 1972 | Independência ou Morte | Dom João VI |
| 1945 | Pif-Paf                |             |